# 斯切林
斯切林（發音：[ˈstʂɛlʲin]，施特雷伦）是波蘭下西里西亞省的城鎮，位於該國西南部，距離首府弗羅茨瓦夫約39公里，面積10.34平方公里，該鎮有全歐洲最深的花崗岩洞，2006年人口12,192。

## 外部連結
- Official town homepage （页面存档备份，存于） （波兰語）
- TelewizjaStrzelin, a local TV station （页面存档备份，存于）
- strzelin.net, a local news site
- Jewish Community in Strzelin （页面存档备份，存于） on Virtual Shtetl

50°47′N 17°04′E / 50.783°N 17.067°E